# Ковальчук Володислав
Володисла́в Ковальчу́́к — український письменник.

## Життєпис
У 1930-х роках співпрацював із львівськими націоналістичними виданнями.
Протягом 1931—1933 років — член літературно-мистецької групи «Недея» при Мистецькій школі Олекси Новаківського, також входив до львівської літературної групи «Дванадцятка».
Є автором драматичних творів
- «Інсценізація вибраних творів Тараса Шевченка: З 15 образками укладу сцени та 6 піснями в нотах», 1936,
- «Русалка: Сценічні картини з приводу 100-ліття появи „Русалки Дністрової“ (1837—1937) з 7 образками і 2 нотами пісень», 1937,
- «Великий князь Володимир», 1938,
- «Інсценізація вибраних творів Лесі Українки», 1938,
- «Стрілецька слава в піснях: Сценічна дія в 4 відслонах», 1939, спільно з Юрієм Шкрумеляком,
- повісті про Олексу Довбуша «Володар синьої землі» («Обрії», 1936, ч. 4–5, 7, 9–16, 21–28),
- прозових мініатюр «Псалом боєвих днів» та «Вечірній псалом» («Літопис „Червоної Калини“», 1935, ч. 4),
- поеми «Бенкет у Бердичеві» («Обрії», 1936, ч. 19–20).

У журналі «Просвіта» протягом 1936—1938 років публікував інсценізації художніх творів, сценічні картини.
23 вересня 1941 року брав участь у загальних зборах «Спілки Українських Письменників» в Львові.